# California Component Cars
California Component Cars Inc., auch California Component Car Company genannt, war ein US-amerikanischer Hersteller von Automobilen.

## Unternehmensgeschichte
Das Unternehmen hatte seinen Sitz in Oakland in Kalifornien. Abweichend werden auch San José und San Lorenzo genannt. Die Produktion von Automobilen und Kit Cars lief von 1977 bis 1984. Der Markenname lautete California Component Cars, in einer Quelle verkürzt zu California Component.

## Fahrzeuge
Das Modell Sterling entsprach dem britischen Nova. Ein Fahrgestell vom VW Käfer bildete die Basis. Darauf wurde eine flache zweisitzige Karosserie montiert. Auffallend war das aufklappbare Dach anstelle von seitlichen Türen.
Das Modell Sovran stellte eine überarbeitete Version des Sterling dar. Der untere Bereich der Karosserie war länger. Die Radausschnitte waren eckig. An der Fahrzeugfront befanden sich Klappscheinwerfer. Die hintere Motorhaube unterschied sich ebenfalls.